# Volica
Volica es un municipio del distrito de Medzilaborce en la región de Prešov, Eslovaquia, con una población estimada a final del año 2024 de 254 habitantes.
Se encuentra ubicado al noreste de la región, cerca del río Laborec (cuenca hidrográfica del río Tisza) y de la frontera con Polonia.

## Demografía
| Año        | 1994 | 2004     | 2014    | 2024     |
| ---------- | ---- | -------- | ------- | -------- |
| Población  | 366  | 326      | 298     | 254      |
| Diferencia |      | −10,92 % | −8,58 % | −14,76 % |

| Año        | 2023 | 2024    |
| ---------- | ---- | ------- |
| Población  | 259  | 254     |
| Diferencia |      | −1,93 % |